# Катрін Корсіні
Катрі́н Корсіні́ (фр. Catherine Corsini; нар. 18 травня 1956, Дре, Ер і Луар,Франція) — французька кінорежисерка, сценаристка і акторка.

## Життєпис
Катрін Корсіні народилася 18 травня 1956 року в місті Дре, що в департаменті Ер і Луар у Франції. У 18 років вона переїхала до Парижа, де брала уроки акторської майстерності у Антуана Вітеза і Мішеля Буке.
Дебютний повнометражний фільм «Покер» Катрін Корсіні поставила за власним сценарієм у 1987 році. Її фільмом 2001 року «Репетиція» було відкрито 54-й Каннський міжнародний кінофестиваль. Фільм Корсіні «Три світи» (2010) був представлений на 65-му Каннському міжнародному кінофестивалі 2012 року в секції «Особливий погляд».
У 2015 році вийшла драма Катрін Корсіні про любовні стосунки двох жінок «Тепла пора року» з Сесіль де Франс та Ізею Іжлен у головних ролях. У лютому 2016 року стрічку було номіновано у двох категоріях на здобуття французької національної кінопремії «Сезар» — за найкращу жіночу роль (Сесіль де Франс) та найкращу жіночу роль другого плану (Ноемі Львовскі).
У травні 2016 Катрін Корсіні очолила журі програми «Золота камера» на 69-му Каннському міжнародному кінофестивалі.
У 2018 році вона екранізувала роман Крістін Анго «Кохання неможливе». Екранізація з Віржіні Ефірою в головній ролі була чотири рази номінована на «Сезар» 2019 року.
У 2021 році вона отримала «Золоту пальмову гілку» за «Мистецький переворот» за фільм «Перелом».

## Особисте життя
Катрін Корсіні є лесбійкою.

## Фільмографія
Режисер і сценарист
| Рік       |     | Назва українською      | Оригінальна назва     | Режисер | Сценарист |
| --------- | --- | ---------------------- | --------------------- | ------- | --------- |
| 1983      | к/м | Балади                 | Ballades              | Так     | Так       |
| 1987      |     | Покер                  | Poker                 | Так     | Так       |
| 1988-1994 | т/ф | Висока напруга         | Haute tension         | Так     |           |
| 1994      |     | Закохані               | Les amoureux          | Так     | Так       |
| 1996      | т/ф | Молодість без Бога     | Jeunesse sans Dieu    | Так     |           |
| 1998      | т/ф | Дені                   | Denis                 | Так     | Так       |
| 1999      |     | Нова Єва               | La nouvelle Ève       | Так     | Так       |
| 2001      | к/м | Мохаммед               | Mohammed              | Так     |           |
| 2001      |     | Не потрібно історій!   | Pas d'histoires!      | Так     |           |
| 2001      |     | Репетиція              | La répétition         | Так     | Так       |
| 2003      |     | Знайомтеся, Ваша вдова | Mariées mais pas trop | Так     | Так       |
| 2006      |     | Честолюбці             | Les ambitieux         | Так     | Так       |
| 2009      |     | Потяг                  | Partir                | Так     | Так       |
| 2012      |     | Три світи              | Trois mondes          | Так     | Так       |
| 2015      |     | Тепла пора року        | La belle saison       | Так     | Так       |
| 2018      |     | Неможливе кохання      | Un amour impossible   | Так     | Так       |

Сценаристка фільмів інших режисерів
- 1996 : На повній швидкості / À toute vitesse — адаптація і діалоги; реж. Гаель Морель
- 2008 : Народжені в 68-му / Nés en 68 — реж. Олів'є Дюкастель, Жак Мартіно

## Визнання
| Нагороди та номінації Катрін Корсіні      | Нагороди та номінації Катрін Корсіні                             | Нагороди та номінації Катрін Корсіні | Нагороди та номінації Катрін Корсіні |
| Рік                                       | Категорія                                                        | Фільм                                | Результат                            |
| ----------------------------------------- | ---------------------------------------------------------------- | ------------------------------------ | ------------------------------------ |
| Каннський кінофестиваль                   |                                                                  |                                      |                                      |
| 2001                                      | Золота пальмова гілка                                            | Репетиція                            | Номінація                            |
| 2012                                      | Премія Особливий погляд                                          | Три світи                            | Номінація                            |
| Філадельфійський кінофестиваль            |                                                                  |                                      |                                      |
| 2012                                      | Приз глядацьких симпатій — Почесна згадка (Нове французьке кіно) | Три світи                            | Номінація                            |
| Кінофестиваль франкомовного кіно в Намюрі |                                                                  |                                      |                                      |
| 2012                                      | Золотий Баярд за найкращий фільм                                 | Три світи                            | Номінація                            |
| 2012                                      | Спеціальний приз журі                                            | Три світи                            | Номінація                            |
| 2012                                      | Золотий Баярд за найкращий сценарій                              | Три світи                            | Перемога                             |
| Міжнародний кінофестиваль у Локарно       |                                                                  |                                      |                                      |
| 2015                                      | Премія Variety Piazza Grande                                     | Тепла пора року                      | Перемога                             |
| Премія «Люм'єр»                           |                                                                  |                                      |                                      |
| 2016                                      | Найкращий фільм                                                  | Тепла пора року                      | Номінація                            |
| 2016                                      | Найкращий режисер                                                | Тепла пора року                      | Номінація                            |
| 2016                                      | Найкращий сценарій (разом з Лореттою Поллманс)                   | Тепла пора року                      | Номінація                            |
| Премія «Сезар»                            |                                                                  |                                      |                                      |
| 2019                                      | Найкращий оригінальний або адаптований сценарій                  | Неможливе кохання                    | Номінація                            |

## Громадська позиція
У 2018 підтримала звернення Асоціації режисерів Франції на захист ув'язненого у Росії українського режисера Олега Сенцова